# Pedregulho
Pedregulho is een gemeente in de Braziliaanse deelstaat São Paulo. De gemeente telt 15.777 inwoners (schatting 2009).

## Aangrenzende gemeenten
De gemeente grenst aan Buritizal, Cristais Paulista, Franca, Rifaina en Sacramento (MG).